# Палмейрас
Спортивний клуб Палмейрас (порт.-браз. Sociedade Esportiva Palmeiras), частіше знаний як просто Палмейрас, було засновано 26 серпня 1914 року в місті Сан-Паулу, Бразилія. На момент заснування клуб отримав назву Палестра-Італія (порт.-браз. Societá Sportiva Palestra Italia), яку 14 вересня 1942 року було змінено на теперішню. Традиційно «Палмейрас» є однією з чотирьох найсильніших команд свого штату (разом з «Сан-Паулу», «Сантусом» та «Корінтіанс»), а також однією з найпопулярніших і найстаріших в Бразилії.
Традиційна форма клубу — зелені футболки, білі труси та зелені гетри.

## Історія

### Заснування та назва
Засновниками клубу «Палмейрас» були Луїджі Черво, Віченцо Рагонетті, Луїджі Емануеле Марцо і Єзекіль Сімоне — чотири італійці, які були членами італомовної спільноти міста Сан-Паулу. Оригінальним ім'ям клубу було «Società Sportiva Palestra Italia», а кольорами клубу були червоний, білий та зелений (кольори національного прапора Італії). Протягом Другої Світової Війни, Бразилія вступила у війну на боці союзників (відповідно, проти Італії) і уряд Бразилії змусив клуб змінити назву. Оригінальна емблема клубу (щит з білою латинською літерою «P») присутня і на сучасній емблемі; також клуб іноді використовує червоний як свій третій колір.
Протягом Другої Світової Війни декілька інших футбольних клубів також прибрали зі своїх назв згадки ворожих країн (або повністю змінили їх). Футбольний клуб «Крузейро» з Белу-Оризонті (штат Мінас-Жерайс) також мав назву «Палестра-Італія», і також змінив назву протягом згаданого періоду. Однак, саме «Палмейрас» є оригінальним «Палестра-Італія», оскільки його було засновано на десять років раніше.
У листопаді 2010 року був зруйнований клубний стадіон «Палестра-Італія», на якому команда виступала з 1917 по 2010 роки. Останнім матчем стала товариська гра «Палмейрасу» проти «Бока Хуніорс» 9 липня 2010.

## Титули

### Міжконтинентальний
- Копа Ріо: 1951

#### Південноамериканські турніри
- Кубок Лібертадорес: 1999, 2020, 2021
- Рекопа Південної Америки: 2022
- Кубок Меркосур: 1998

#### Інші міжнародні турніри
- Кубок Флоренції (Італія): 1963
- Ramon de Carranza (Spain): 1969, 1974, 1975
- Євро-Американський Кубок: 1991, 1996
- Кубок Нагоя: 1994
- Бразильсько-італійський кубок: 1994
- Кубок Наранья (Іспанія): 1995

### Національні турніри
- Чемпіонат Бразилії: 1960, 1967, 1967, 1969, 1972, 1973, 1993, 1994, 2016, 2018, 2022, 2023
- Кубок Бразилії: 1998, 2012, 2015, 2020
- Суперкубок Бразилії: 2023
- Кубок Чемпіонів Бразилії: 2000
- Турнір Ріо-Сан-Паулу: 1933, 1951, 1965, 1993, 2000
- Super Copa São Paulo de Juniores: 1995
- Torneio Maria Quitéria: 1997
- Чемпіонат Бразилії у другому дивізіоні: 2003, 2013

### Регіональні змагання
- Чемпіонат штату Сан-Паулу: 1920, 1926, 1927, 1932, 1933, 1934, 1936, 1940, 1942, 1944, 1947, 1950, 1959, 1963, 1966, 1972, 1974, 1976, 1993, 1994, 1996, 2008, 2020, 2022, 2023, 2024 (26 разів)
- Екстра Чемпіонат Сан-Паулу: 1926, 1938
- Кубок Непереможних (Taça dos Invictos): 1933/1934, 1972, 1973, 1974, 1989